# Freadelpha picta
Freadelpha picta is een keversoort uit de familie van de boktorren (Cerambycidae). De wetenschappelijke naam van de soort werd in 1886 als Sternotomis picta gepubliceerd door Charles Owen Waterhouse.